# Kurt Krautter
Kurt Albert August Krautter (* 27. November 1904 in Rixdorf; † 18. Juni 1978 in Berlin-Lichtenberg) war ein deutscher  KPD-Funktionär und Richter in der DDR.

## Leben und Tätigkeit
Kurt Krautter war der Sohn des aus Cannstatt stammenden Tischlers Gottlob Krautter (1868–1939) und dessen Ehefrau Margarethe, geb. Wilhelm (1877–1964). Er erlernte das Kürschnerhandwerk. 
Krautter begann sich früh in linksgerichteten Jugendorganisationen zu betätigen: 1918 trat er in die Arbeiterjugend ein. 1922 schloss er sich dem Kommunistischen Jugendverband Deutschlands (KJD) an.
Im Jahr 1924 wurde Krautter Mitglied der Kommunistischen Partei Deutschlands (KPD). Von 1931 bis 1932 war er in Moskau Praktikant bei der RGI. 1932 kehrte er nach Deutschland zurück, wo er hauptamtlicher Sekretär im Reichskomitee der Revolutionären Gewerkschafts-Opposition (RGO) wurde.
Nach dem Machtantritt der Nationalsozialisten im Frühjahr 1933 begann Krautter im kommunistischen Untergrund gegen das neue Regime zu arbeiten. Im September 1933 wurde er kurzzeitig inhaftiert. Nach seiner Freilassung arbeitete er unter Leitung von Emil Pietzuch in einer Aufklärungs- und Sabotagegruppe, die Deutschland bei möglichen Kriegshandlungen mit der Sowjetunion durch Diversions- und Sabotageakte schwächen sollte.
Vom Frühjahr bis Spätsommer 1936 war Krautter Politleiter der Prager Emigration, anschließend Politleiter in Teplice. Als vermeintlichen Anhänger von Willi Münzenberg verweigerte die Kaderkommission der KPD ihm den Einsatz als Kämpfer auf Seite der Republikaner im Spanischen Bürgerkrieg.
Im März 1937 ging Krautter nach Dänemark und arbeitete mit an der illegalen Zeitschrift Breve fra Tyskland (Briefe aus Deutschland). Im Juni 1940 inhaftiert, wurde er zwei Monate später nach Deutschland ausgeliefert und zu 15 Jahren Zuchthaus verurteilt, ab 1943 war er im KZ Buchenwald in Haft.
Im Juli 1945 kehrte Krautter nach Berlin zurück. Er arbeitete zunächst als Schaffner und Personalsachbearbeiter bei der BVG. Außerdem wurde er Vorsitzender der Gesamtbetriebsgruppe der KPD bei der BVG.
Von Ende 1946 bis Dezember 1947 war Krautter Referent in der SED-Landesleitung Groß-Berlin, dann ab Januar 1948 erneut Sachbearbeiter in der Revisionsabteilung der BVG.
Nach der Teilnahme an einem Volksrichterlehrgang wurde Krautter Vernehmungs- und Haftrichter beim Amtsgericht Berlin-Mitte. 1952 wurde er zum Landgerichtsrat ernannt. In dieser Stellung war er fast ausschließlich als Haftrichter für das Ministerium für Staatssicherheit (MfS) beim Stadtbezirksgericht Berlin-Mitte tätig. Er erhielt 1975 den Vaterländischen Verdienstorden in Gold.
Kurt Krautter starb am 18. Juni 1978 im Alter von 73 Jahren in Berlin-Lichtenberg.

## Familie
Krautter war dreimal verheiratet. Seine erste Ehe mit Erika Frieda Edith Kosky bestand von 1928 bis 1935.
Krautter war verheiratet mit Edith Donat, geb. Szana (1904–1990), Kinderheimleiterin und -planerin. Wie sein Eintrag im Sterberegister belegt, hatte er 1955 in Berlin-Prenzlauer Berg mit Ingeborg Abrell eine weitere Ehe geschlossen.